# المريمة (يريم)

تعديل مصدري - تعديل

المريمة محلة تابعة لقرية مرس، التابعة لعزلة رعين بمديرية يريم إحدى مديريات محافظة إب في الجمهورية اليمنية.، بلغ تعداد سكانها 288 حسب تعداد اليمن لعام 2004.